# 北原恵
北原 恵（きたはら めぐみ、1956年 - ）は、日本の美術史学者、ジェンダー研究者。大阪大学名誉教授。

## 来歴
京都府に生まれる。大阪大学経済学部を卒業。1977年神戸女学院大学のフィリップ・カール・ペーダ教授が、ジーパンを穿いた女子学生は受講させないとしたのに対して抗議運動を起こした。卒業後テレコムジャパンに勤務。同志社大学大学院文学研究科美學修士課程修了、東京大学大学院総合文化研究科博士課程（表象文化論）満期退学、2004年「「天皇ご一家」の表象 歴史的変遷とジェンダーの政治学」で学術博士（東京大学）。
2001年甲南大学文学部助教授、2004年教授、2008年大阪大学文学研究科准教授（日本学）、2012年教授。
2021年3月をもって大阪大学を退職し、名誉教授となる。

## 著書
- 『アート・アクティヴィズム』インパクト出版会 1999
- 『アート・アクティヴィズム 2  撹乱分子@境界』インパクト出版会 2000

編著
- 『アジアの女性身体はいかに描かれたか 視覚表象と戦争の記憶』編著 青弓社 日本学叢書 2013

### 翻訳
- ナタリー・Z・デーヴィス『境界を生きた女たち ユダヤ商人グリックル、修道女受肉のマリ、博物画家メーリアン』長谷川まゆ帆,坂本宏共訳 平凡社 テオリア叢書 2001
- ヴァーノン・ハイド・マイナー『美術史の歴史』吉城寺尚子,保井亜弓,田中久美子共訳 ブリュッケ 2003

## 論文
- ＜北原恵